# Heinrich Johann Nepomuk von Crantz
Heinrich Johann Nepomuk von Crantz ( Roodt, Luxemburgo, 25 de novembro de 1722 – Judenburg, Austria 18 de janeiro de 1797 ) foi um médico e botânico de Luxemburgo, porém austriaco de adoção.

## Publicações
- "Einleitung in eine Warhe und gegründete Hebammenkunst" (1756)
- "Commentarius de rupto in partus doloribus a foetu utero" (1756)
- "Commentatio de instrumentorum in arte obstetricia historia utilitate et recta ac praepostera applicatione" (1757)
- "De systemate irritabilitatis" (1761)
- "Materia medica et chirurgica" ( três volumes, (1762)
- "Institutiones Rei Herbariae ", Crantz H.J.N. , Wien, (1766).
- " Stirpium Austriarum fasciculus III, Umbelliferarum", Crantz H.J.N. , Wien, (1767).
- "Classis Umbelliferarum Emendata cum Generali Seminum Tabula et Figuris...", Crantz H.J.N. , Wien, (1767).
- "De Duabus Draconis Arboribus Botanicorum cum Figuris ...", Crantz H.J.N. , Wien, (1768).
- "Classis Cruciformium Emendata cum Figuris... ", Crantz H.J.N. , Wien, (1769).
- "De aquis medicatis principatus Transsylvaniae" (1773)
- "Die Gesundbrunnen der Österreichischen Monarchie" (1777).